# Vicia nana
Vicia nana är en ärtväxtart som beskrevs av Julius Rudolph Theodor Vogel. Vicia nana ingår i släktet vickrar, och familjen ärtväxter. Inga underarter finns listade i Catalogue of Life.